# إسماعيل السباعي
إسماعيل السباعي (مواليد 6 أغسطس 1980 في طنجة) هو سائق سباقات مغربي شارك في بطولة العالم لسيارات السياحية.

## الحياة المهنية
شارك السباعي في البطولة المغربية لسباق الحلبة بين عامي 2007 و 2009 ، وفاز بمجموعة M1 في عام 2008.  وشارك السباعي مع يوسف المرنيسي في سباق المغرب سباق FIA WTCC 2010 [الإنجليزية]، قاد الثنائي شيفروليه دايو لاستي ضمن فريق مورير موتورسبورت [الإنجليزية]، تقاعد السباعي من السباق الأول ولم يبدأ السباق الثاني.